# Hint
『Hint』（ヒント、ロゴ表記上はH!nt）は、ニッポン放送、Cerevo、グッドスマイルカンパニーが共同開発したラジオプレーヤー。

## 概要
東京のラジオ局（正式には関東広域圏を放送対象地域とする中波（AM）ラジオ放送の特定地上基幹放送事業者）・ニッポン放送アナウンサーの吉田尚記が、「カッコいいラジオが欲しい」という理念の元で立ち上がった「ラジオ開発プロジェクト」から誕生した、いわば「次世代のラジオ」といえるラジオプレーヤーである。ニッポン放送が製品コンセプトを、ネット家電における新興企業であるCerevoがハードの仕様設計と試作機の開発、フィギュア制作会社のグッドスマイルカンパニーが製品のデザインを、それぞれ役割を分担して製品開発を行っている。なお、製品名のHintの由来は「気配」というところから来ている。
2015年の夏ごろに吉田はグッドスマイルカンパニー代表・安藝貴範と2人でFacebookのチャットで交流をしていたが、変形ヘッドホンの「THP-01」が製品化したばかりで、この吉田が変形ヘッドホン「THP-01」のカッコよさに魅了され、安藝に対し呼びかけを行っていた。吉田によれば、「安藝さんからは「これはヘッドホンだけで終わりじゃない、もっといろいろなものを作りたい」という話があったんです。」というところから「ラジオのかっこいいのはどうですか?」と吉田が提案し、その「THP-01」デザイナーを紹介されたといい、つまりはデザイナーを「ラジオ製作の第一線」に登場させることに成功したという。
吉田は「1950年代にテレビが出て以降、ずっとラジオは「10年後にはなくなる」って言われ続けてきたんですよ。でも、「ラジオを聴いている人はどのくらいいるのか」という調査をすると、必ず6～7％はいるんです。」と分析した。その上で、「日本では1週間に5分以上ラジオ聴く人は、30％から40％しかいません。これが欧米だと、同じ条件では90％に達します。なぜ日本はこんなに少ないのだろう？と考える一方で、まだ60％分の成長余地がある、すなわち「日本のラジオは成長産業」なんです。」と力説する。

## 機能
形状は「ワインボトル程度」の大きさをした筒形で、主な機能として、FM補完放送（ワイドFM）に対応したFMラジオチューナーに加え、Bluetoothを用いた無線接続によるワイヤレススピーカー機能を搭載、これによりスマートフォンやタブレット端末、パソコンから流れる音声を、Hintから再生することができる。本体の上部には無指向性スピーカーがつけられており、音響面ではニッポン放送の技術部の監修を受け、「人の声が心地よく聴こえる柔らかいサウンド」になるように設計されている。
また、最大の特徴として、これまで吉田が関わってきたトーン音を利用して情報を発信する「トーンコネクト」の技術が採用されており、Googleが開発したBluetooth Low Energy（BLE）のビーコン規格であるEddystoneを組み合わせた、「ラジオで流れた音声に反応して、対応したスマートフォンにURLを通知する」というスマートフォン連携機能が搭載されている。
この機能を取り入れたことについて吉田は「IoT（モノのインターネット）にしなきゃいけないと思ったんですよ。」とした上で、「インターネットには繋げたいと思ったときに、Hintからスマホへ流れるきっかけがあればいいなと思ってビーコンにしました。」と説明している。
この機能の活用方法として、放送されたラジオ番組の音声にDTMFの音を流し、それを含む情報をHintで解析したうえで、BLEのビーコンによってスマートフォンに送ることで、「番組で紹介したWebサイトのURLをスマートフォンへ自動的に通知する」ということが可能となる。従来までのトーンコネクトは専用のアプリを必要としていたが、今回Eddystoneを採用したことにより、Androidでは標準機能として扱えるほか、iOSでもGoogle Chromeをインストールしておくことでこの機能を使用することができる。
この機能を取り入れたことについて吉田は経験談として東日本大震災が発生した際に、計画停電が行われたが、「自分の住んでいる地域の情報がいつ読まれるかわからないので、ずっと聴いていないといけませんからね。」と、この計画停電をラジオで伝えるのには向いていなかったと説明した。また、東京電力のホームページでこの計画停電の情報が載っていたものの、このホームページにアクセスが殺到して見ることができない状態だったという。その上で、「そのときに、何らかの形でURLを配信できたらいいなという思いがずっとあって、Hintを作るときにビーコンでURLを送れるようにしたんです。」と説明している。
また、吉田はこの機能について「このラジオがあれば自動でURLが送られてくるので、『続きはウェブで』というものが必要なくなる。ラジオショッピングで欲しいものがあったとして、わざわざ電話をかけなくてもいい」と説明している。発表時点でニッポン放送ではDTMFの音を活用した放送はしていないものの、将来的には吉田の担当番組などから行っていくことにしている。
また、Hint自体も、DTMFの音に合わせLEDを点灯させることができ、さらに、放送している番組内容に合わせ、ラジオのスタジオからHintに対し「制御情報」を発信することで、一斉にあらゆる場所にある全てのHintのLEDの色を変えることができる機能が搭載される。
なお、DTMFの音にアドレスデータを入れて送るトーンコネクトに加え、そのトーンコネクトを放送で用いてBLEのビーコンでスマートフォンに配信する技術は、株式会社トーンコネクトが特許出願を行っている。これは「同じような規格が乱立して複雑にならないようにするため」で、今後他の放送局や家電メーカーでこの技術を採用する場合は歓迎するとしている。

## 入手方法

### クラウドファンディング
入手方法としては、2016年7月20日から9月20日まで、「CAMPFIRE」を用いてクラウドファンディングを行うことにしており、出資できる金額は21,500円からで、販売は2016年度を目標にしている。このクラウドファンディングについては目標金額を大きく上回る234％となり、これまでのCAMPFIREのプロジェクトで、支援する金額が最も多く集まった。
このクラウドファンディングの特性を活かして、この時点で、「スピーカーの3Way化」に加えて、「バッテリーの本体充電」の機能が拡張されることも決まっている。
しかし、2016年7月20日にクラウドファンディング始めた時にはじりじりとしか伸びていなかった。吉田曰く「いやー、クラウドファンディングをスタートしてすぐに、すごいことに気づいちゃったんですよ。『あれ、もしかして僕らは、大変なことを言っちゃったんじゃないか』って」「このクラウドファンディングは「ラジオには価値があるかないか」を問う、そういうものになってしまった。成立しなかったら「ラジオはやっぱりダメじゃないか」という話に傾きかねない。」と思ったという。
実際、地上波の報道番組が取材したものの、Bluetoothビーコン以外の話はしてくれなかった一方で、一般人は、この商品の形状で驚くものの、Bluetoothビーコンについては「それなに？」という反応でしかなかった。
そこで、検討の結果、アピールポイントを絞ることになった。それは、ニッポン放送で行っている『ラジオリビング』を研究したことで「そこでしか買えない」「誰がこのラジオをいいと言っているのか」という着地点が見いだせたという。その結果、『徳光和夫 とくモリ!歌謡サタデー』という土曜早朝のワイド番組において、吉田が出演し、「これは新しいラジオです」「ラジオ局が本当に作ったラジオなんです」「今しか買えません」「今買わないと手に入らないです」「今は2万1500円からですが、一般販売の時には、同じ価格で売るとはお約束できません」とこの商品の話をしたところ、そこから申込数が伸びていった。また、「backspace.fm」というポッドキャストに出演した際にも1時間半にわたってこの話をしたところ、これも申し込み数が伸びていった。
2016年の9月7日（6日深夜）に放送されたミューコミプラスにおいて、声優の野島健児・中村繪里子・田所あずさを起用した「声優モデル」を新たに発売することを発表したが、「中村モデル」と「田所モデル」は受付開始直後に、限定数量を達成するという事態に見舞われ、2016年9月14日の0時から、この2つのモデルについては10個限定の販売を行った。

### 一般販売
計画段階では、市販にあたってはニッポン放送、Cerevo、グッドスマイルカンパニーの3社がそれぞれ販路を確保することになっていた。結局、ビックカメラとその系列の家電量販店（ソフマップ・コジマ）が販売を担当することになり、2017年9月1日、参画各社のネット通販と同時に発売を開始した。標準小売価格は22,000円。

## プロモーション
2017年3月10日から行われたSXSW Interactiveに「Hint」が出品され、その中で、架空のラジオコンテンツを放送し、その中で、ホームページアドレスを飛ばすデモンストレーションを行い、9割を超えるラジオの利用率を誇るアメリカでの反応は非常に良かったという。

## 仕様
- ラジオFM放送　FM補完放送（ワイドFM）
- Bluetooth 4.2搭載
- スピーカーユニット：3ウェイユニット（66mmユニットスピーカー、ツィーター、ウーファー）
- サイズ：80x80x287mm、950g
- 電源：ACアダプタまたはリチウムイオン充電池（同梱）
- バッテリー充電時間：約3時間
- バッテリー連続稼働時間：4〜6時間（ラジオ連続聴取において）
- 外部端子：外部アンテナ（F型コネクタ）、イヤホン出力（3.5mm径ミニプラグ）、Micro USBポート（充電用）